# Abdulkadir Korkut
Abdulkadir Korkut (* 7. November 1993 in Mersin) ist ein türkischer Fußballspieler.

## Karriere
Korkut erlernte das Fußballspielen u. a. in den Nachwuchsabteilungen der Vereine Mersin Cam SK und Mersin İdman Yurdu.
Bei letzterem erhielt er im Sommer 2012 einen Profivertrag und wurde für die Rückrunde der Saison 2012/13 an den Viertligisten Sancaktepe Belediyespor, für die Saison 2014/15 an Niğde Belediyespor und für die Saison 2015/16 an Sancaktepe Belediyespor ausgeliehen.
Mit Mersin İY wurde er in der Zweitligasaison 2013/14 Play-off-Sieger der TFF 1. Lig und stieg damit in die Süper Lig auf.
Im Sommer 2017 wechselte er zum Zweitligisten Manisaspor. Hier verweilte er eine Spielzeit lang und zog anschließend zum Drittligisten Keçiörengücü weiter. Mit diesem Verein wurde er Meister der TFF 2. Lig und stieg durch diesen Erfolg in die TFF 1. Lig auf.

## Erfolge
Niğde Belediyespor
- Play-off-Sieger der TFF 3. Lig und Aufstieg in die TFF 2. Lig: 2013/14

Keçiörengücü
- Meister TFF 2. Lig und Aufstieg in die TFF 1. Lig: 2018/19